# Allendorf (Sundern)
Allendorf (Ausspracheⓘ) ist ein Ortsteil der Stadt Sundern (Sauerland) im Hochsauerlandkreis. Er besitzt knapp 1500 Einwohner. Patronin der politischen Gemeinde ist die Hl. Agatha, Patron der Kirchengemeinde der Hl. Antonius der Einsiedler. Ortsbildprägend ist die Pfarrkirche St. Antonius.

## Geschichte
Zu den frühesten Spuren der Besiedlung zählen Hügelgräber aus der Bronzezeit. Die erste sichere urkundliche Erwähnung fällt in das Jahr 1296. Die Ortschaft gehörte zur Grafschaft Arnsberg und wurde 1368 bei den Arnsberger Freiheiten aufgezählt. Im Jahr 1407 wurde der Ort befestigt und galt seitdem als Stadt. 1424 verlieh der Kölner Erzbischof Dietrich II. von Moers der „Stat“ die gleichen Rechte, wie sie die anderen Städte und Schlösser der Grafschaft Arnsberg besaßen. Um diese Zeit sind Bürgermeister und Rat nachweisbar.
Am 7. November 1629 vermachte der Bürger Kaspar Kellermann, welcher vom Richter Nietenstein der Hexerei für schuldig gesprochen war und an diesem Tag auf dem Scheiterhaufen lebendig verbrannt wurde, sein Haus und Gut zugunsten der Schule, damit die Kinder zukünftig den Unfug des Hexen- und Zaubererglaubens einsehen sollten.
1747 brannte etwa die Hälfte des Ortes (37 Häuser) ab. Zu dieser Zeit bestand im Ort eine Tuchmacherzunft. In vielen Häusern wurde Wollspinnerei betrieben.

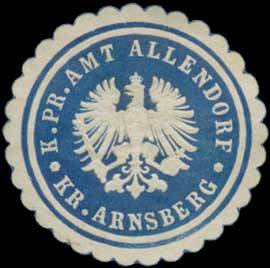
Siegelmarke des ehemaligen Amts Allendorf

Bis zum Ende des Herzogtums Westfalen behielt Allendorf seine Stellung als Stadt. 1801 hatte der Ort 68 Häuser. 1802 kam Allendorf mit dem Herzogtum Westfalen zu Hessen-Darmstadt und 1816 an Preußen. In dieser Zeit gehörte die Stadt zum Amt Eslohe. 1811 noch zum Amt Balve zugeordnet wurde der Ort in preußischer Zeit selbst Sitz eines Amtes, das zum Kreis Arnsberg gehörte. 1858 gab der Ort die Bezeichnung „Stadt“ endgültig auf, als er als Landgemeinde eingestuft worden war. 1906 wurde das Amt nach Sundern verlegt. 1961 hatte Allendorf auf einer Fläche von 13,37 km² 1004 Einwohner. Allendorf wurde am 1. Januar 1975 nach Sundern eingemeindet.
Die Sehenswürdigkeiten werden seit dem Juni 2002 durch den 18 km langen Geschichtswanderweg erschlossen. Zu den Traditionen gehört bis heute der Schnadegang.

## Politik

### Wappen
| Wappen der ehemaligen Gemeinde Allendorf | Blasonierung: In Blau stehend der Heilige Antonius der Eremit mit silberner Kutte, golden nimbiert, in der Rechten einen goldenen Stab, in der Linken eine goldene Glocke. Beschreibung: Ein aus dem 15. Jahrhundert erhaltener Siegelstempel zeigt als Figur im Vierpass den Heiligen Antonius, Kirchenpatron von Allendorf. Die Farben Blau und Silber weisen auf die ehemalige Zugehörigkeit zur Grafschaft Arnsberg hin. Die amtliche Genehmigung erfolgte am 18. Januar 1971. |

## Söhne und Töchter des Ortes
- Norbert Peters (1863–1938) war ein katholischer Priester und Hochschullehrer.
- Josef Droste (* 23. Dezember 1911 in Sundern-Allendorf; † 11. Mai 1991 in Paderborn), Generalvikar im Erzbistum Paderborn unter Kardinal Lorenz Jaeger.
- Friedrich Clute-Simon (1762–1842), Fuhrmann, der den Kölner Domschatz 1795 in das Kloster Wedinghausen und 1803 wieder nach Köln zurückgebracht hat.
- Joahnnes Georg Schmidt (1824–1881), Priester, bekannt in der volkstümlichen Literatur des Sauerlandes als Lügenschmidt oder Lügenpastor von Calle.
- Theodor Canisius (1826–1885), Auswanderer im Jahr 1848, Gründer des Illinois Staatsanzeigers, Parteifreund Lincolns und Konsul der USA in Wien und auf Samoa.
- Hubert Clute-Simon (1955–2015) war ein deutscher Fußballspieler.
- Johann Caspar Peters (1836–1909) war ein deutscher Gymnasiallehrer und Politiker der Zentrumspartei.
- Katharina Wick (* 1996) ist eine deutsch-rumänische Bobsportlerin, lebte 1999 bis 2019 in Allendorf.